# Стеатоз
Стеатоз, також відомий як жирове переродження, — це ненормальне накопичення жиру (ліпідів) у клітині чи органі.  Стеатоз найчастіше вражає печінку – основний орган ліпідного обміну – де цей стан зазвичай називають жировою хворобою печінки. Стеатоз також може виникнути в інших органах, включаючи нирки, серце та м’язи.  Якщо термін додатково не уточнюється (як, наприклад, у «стеатозі серця»), передбачається, що він відноситься до печінки. 
Фактори ризику, пов’язані зі стеатозом, різноманітні та можуть включати цукровий діабет, недоїдання білків, гіпертензію,  клітинні токсини, ожиріння,  аноксію  та апное уві сні. 
Стеатоз відображає порушення нормальних процесів синтезу та виведення тригліцеридів. Надлишок ліпідів накопичується у везикулах, які витісняють цитоплазму. Коли везикули достатньо великі, щоб спотворити ядро, розвивається стан відомий як макровезикулярний стеатоз, відоповідно до цього стеатоз описується як мікровезикулярний. Хоча у легких випадках це не особливо шкідливо для клітини, великі накопичення ліпідів можуть порушити клітинні компоненти, а у важких випадках клітина може навіть луснути.

## Патогенез
Немає єдиного механізму, що призводить до стеатозу. Різноманітні патології порушують нормальний обмін ліпідів у клітині та викликають їх накопичення.  Ці механізми можна розділити залежно від того, чи викликають вони в кінцевому підсумку надлишок ліпідів, які не можуть бути швидко видалені, чи вони спричиняють збій у розщепленні ліпідів.
Збій метаболізму ліпідів також може призвести до порушення механізмів їх утилізаціх або виведення, що призводить до накопичення невикористаних ліпідів у клітині. Певні токсини, такі як спирти, чотирихлористий вуглець, аспірин і дифтерійний токсин, втручаються в клітинний механізм, який бере участь у метаболізмі ліпідів. У хворих на хворобу Гоше лізосоми не розкладають ліпіди, і стеатоз виникає внаслідок накопичення гліколіпідів. Білкове недоїдання, наприклад при квашіоркорі, призводить до нестачі попередників апопротеїнів у клітині, тому починають накопичуватися невикористані ліпіди, які зазвичай беруть участь у синтезі ліпопротеїнів.

### Макровезикулярний стеатоз
Макровезикулярний стеатоз є більш поширеною формою жирової дегенерації та може бути спричинений надлишком ліпідів через ожиріння, обструктивне апное сну (OSA),  резистентності до інсуліну або алкоголізм. Недостатнє харчування поживними речовинами також може спричинити мобілізацію жиру з адипоцитів і створити його локальний надлишок у печінці, де відбувається метаболізм ліпідів. 
Надлишок алкоголю протягом тривалого періоду може спровокувати стеатоз. Розщеплення великої кількості етанолу в алкогольних напоях призводить до появи великої кількості хімічної енергії у формі NADH, що сигналізує клітині про пригнічення розщеплення жирних кислот (які також є джерелом енергії) і про збільшення синтезц жирних кислот. Це «помилкове відчуття енергії» призводить до утворення більшої кількості ліпідів, ніж потрібно.

### Мікровезикулярний стеатоз

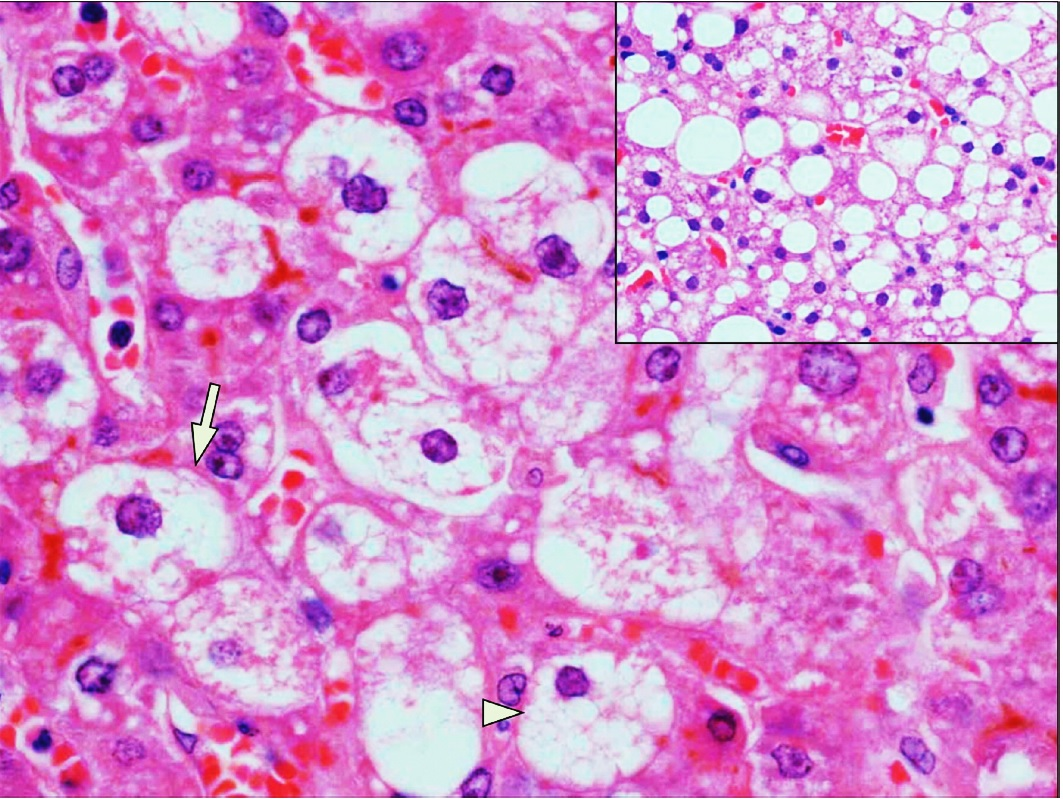
Мікроскопія мікровезикулярного стеатозу з пінистими гепатоцитами (позначені стрілками), на відміну від макровезикулярного стеатозу (вставка).

Мікровезикулярний стеатоз характеризується невеликими інтрацитоплазматичними жировими вакуолями (ліпосомами), які накопичуються всередині гепатоцитів.  Це явище пов’язано з великою різноманітністю станів, включаючи алкоголізм, токсичність деяких ліків, дельта-гепатит (у Південній Америці та Центральній Африці), раптову дитячу смерть, вроджені дефекти бета-окислення жирних кислот, хворобу накопичення ефіру холестерину, хворобу Вольмана та синдром Альперса. 

## Гістологія
Гістологічно стеатоз проявляється накопиченням ліпідів в мембранозв’язаних ліпосомах паренхіматозних клітин.  При фіксації і фарбуванні, ліпід зазвичай розчиняється розчинниками, які використовуються для приготування зразка. Підготовлені таким чином зразки, мають порожні отвори (або вакуолі) у ділянках, де були ліпіди. Спеціальні ліпідні фарби, такі як суданська фарба та чотириокис осмію, здатні утримувати та виявляти краплі ліпідів, отже, більш переконливо вказуючи на їх наявність. Інші внутрішньоклітинні накопичення, такі як вода або глікоген, також можуть виглядати як прозорі вакуолі, тому виникає необхідність використовувати спеціальне фарбування, щоб краще визначити, яка речовина накопичується.

Макроскопічно стеатоз викликає збільшення органу та освітлення його кольору.  У важких випадках орган може стати значно збільшеним, жирним і жовтим.

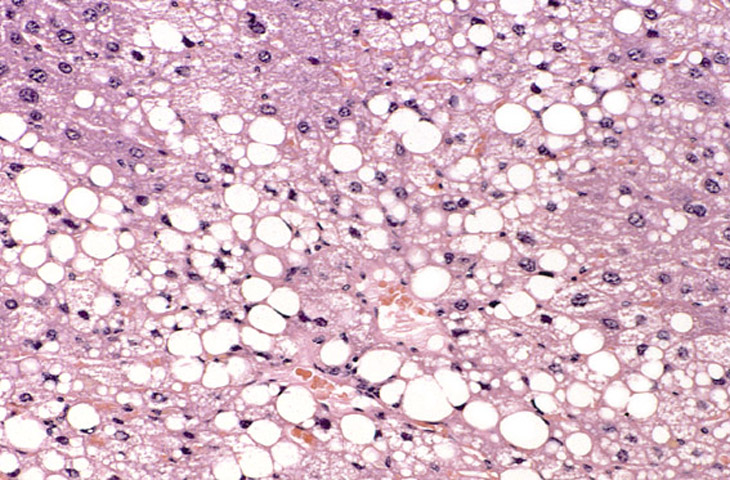
Гістологічний зріз печінки миші з сильним стеатозом. Прозорі вакуолі містили ліпіди, однак гістологічна фіксація спричинила їх розчинення, і, отже, видно лише порожні / чисті простори.
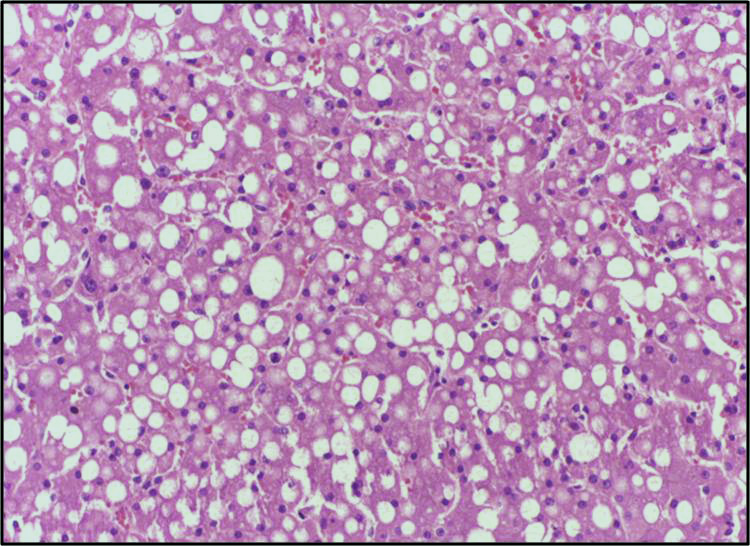
Мікрофотографія жирової печінки. Фарбування гематоксилин-еозином.
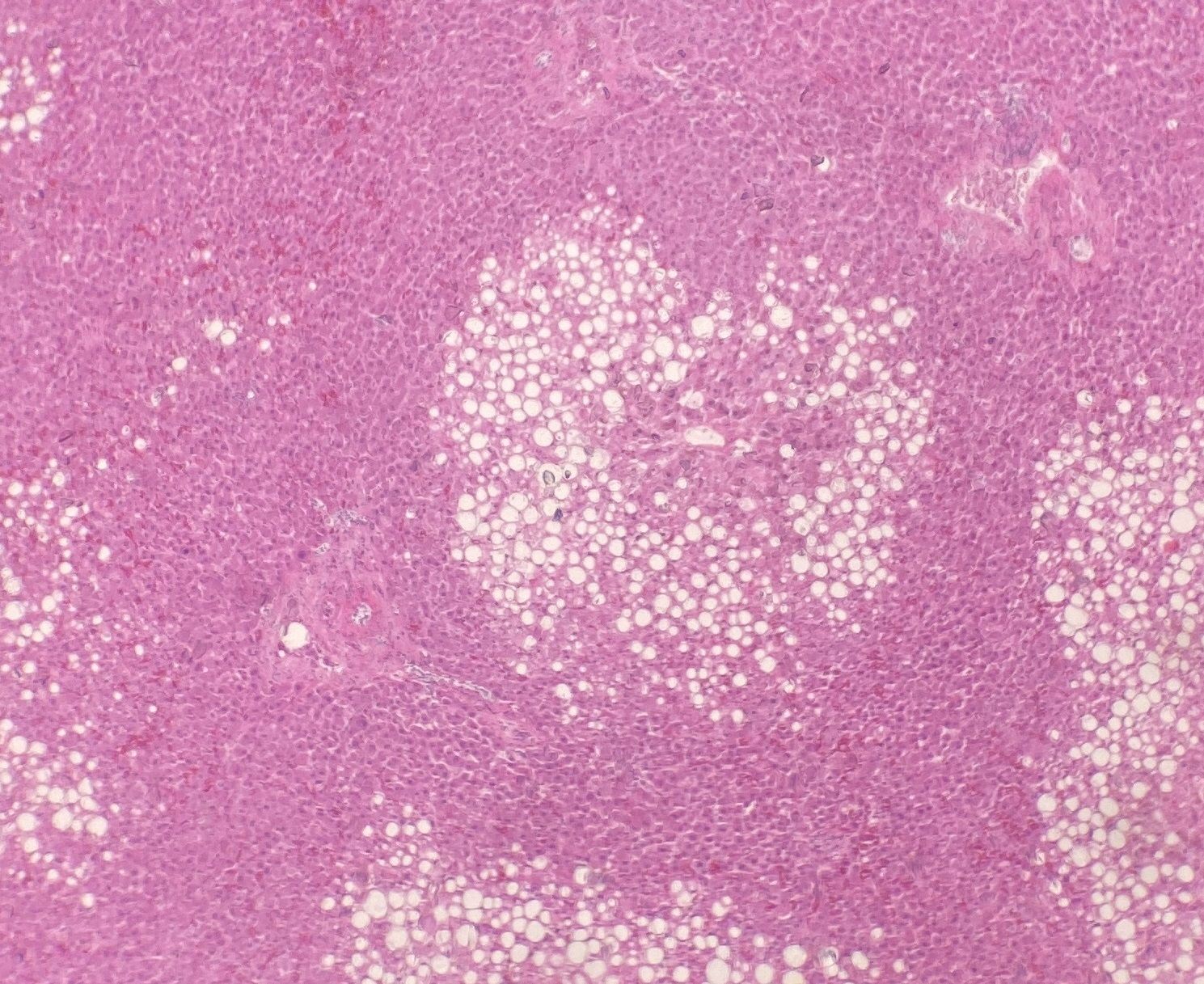
Стеатоз із центрілобулярним патерном, що є загальною тенденцією до стеатозу у дорослих.

## Медична візуалізація

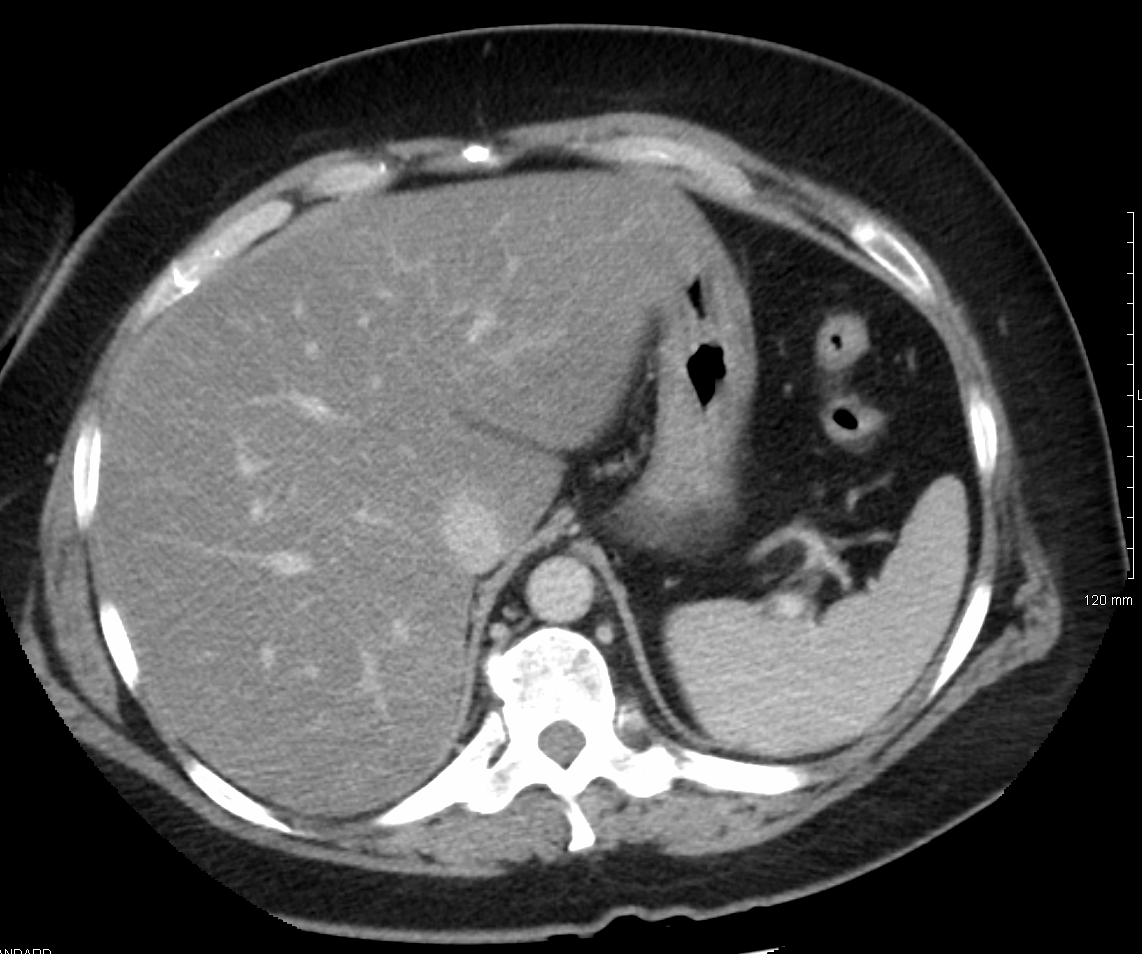
Стеатоз печінки (жирова хвороба печінки), як видно на КТ

На рентгенівській комп’ютерній томографії (КТ) збільшення жирового компонента зменшує щільність тканини печінки, роблячи зображення менш яскравим. Як правило, щільність селезінки та печінки приблизно однакова. При стеатозі є різниця між щільністю та яскравістю двох органів, при цьому печінка виглядає темнішою.  На УЗД жир більш ехогенний (здатний відбивати звукові хвилі). Поєднання темного стеатозу печінки на КТ і світлого на УЗД іноді називають симптомом "перевороту".
На магнітно-резонансній томографії мультиехоградієнтні ехо-зображення можна використовувати для визначення відсотка жирової фракції печінки.  Різні резонансні частоти між водою та жиром роблять цю техніку дуже чутливою та точною. Отримання відлунь у фазі та поза фазою (що стосуються відносних фаз контингентів протонів жиру та води) дозволяє отримати сигнал, пропорційний вмісту води та жиру, або сигнал, пропорційний вмісту води мінус жиру. Ці інтенсивності сигналу потім алгебраїчно об’єднуються у відсоток жиру. Новітні методи враховують шум, затухання сигналу та спектроскопічні властивості жиру. Численні перевірочні дослідження продемонстрували відмінну кореляцію між рівнем стеатозу, кількісно визначеним на МРТ, і рівнями стеатозу, напівкількісно та кількісно визначеними на біопсії печінки (еталонні методи).. Кілька постачальників апаратів МРТ пропонують автоматичний розрахунок відсотка жиру з послідовністю отримання не довше однієї затримки дихання.

На УЗД черевної порожнини стеатоз спостерігається як гіперехогенна печінка порівняно з нормальною ниркою.

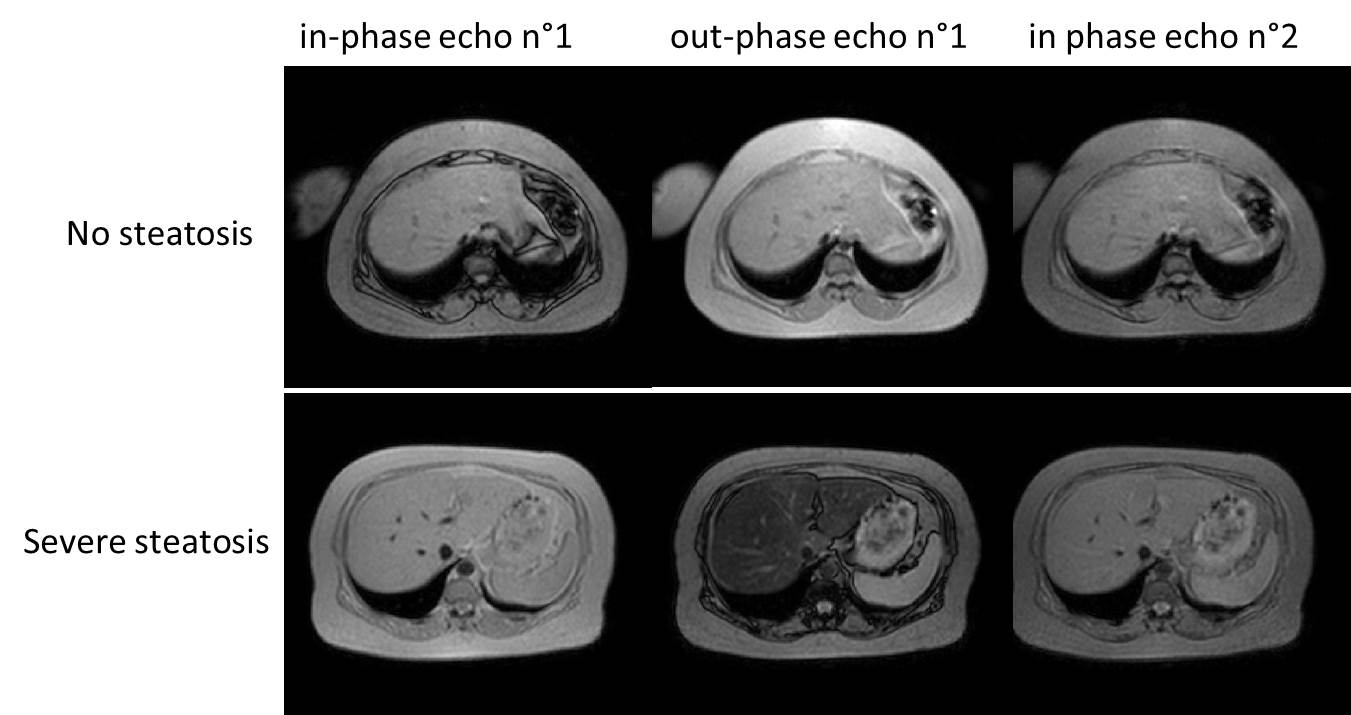
Стеатоз печінки на МРТ. Показана послідовність мультиехо МР у здоровій печінці (верхній ряд) і печінці з важким стеатозом (нижній ряд). У здоровій печінці сигнал не сильно відрізняється в різних відлуннях. У стеатотичній печінці сигнал сильно варіюється між вхідною та вихідною фазами відлуння. Алгебраїчну комбінацію цих зображень можна використовувати для точної кількісної оцінки стеатозу печінки.
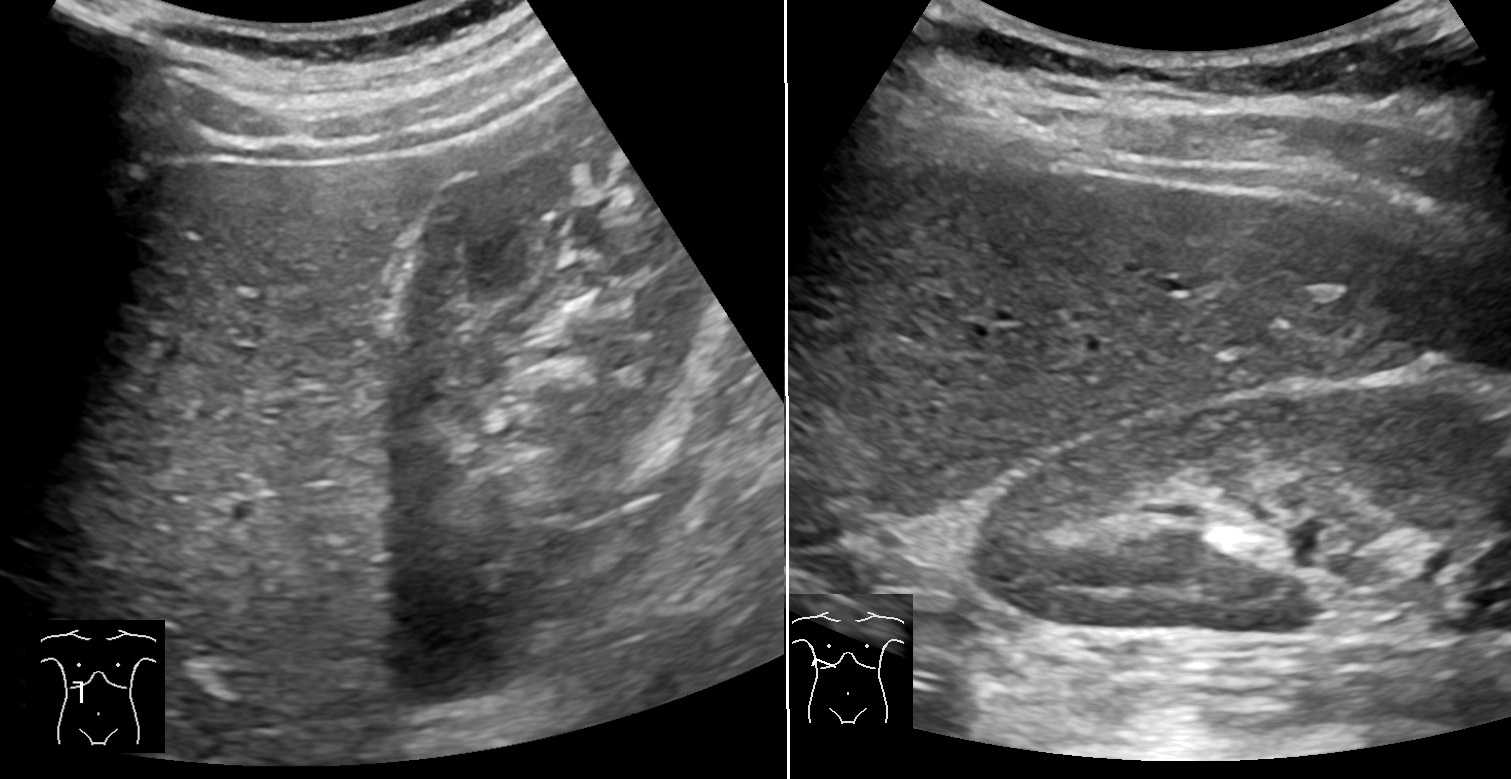
УЗД черевної порожнини з печінкою та ниркою поруч (зображення ліворуч) може створити хибне враження гіперехогенної печінки, тому його бажано проводити так, щоб межі органу були звернені до ультразвукового датчика (зображення справа, того самого випадку).
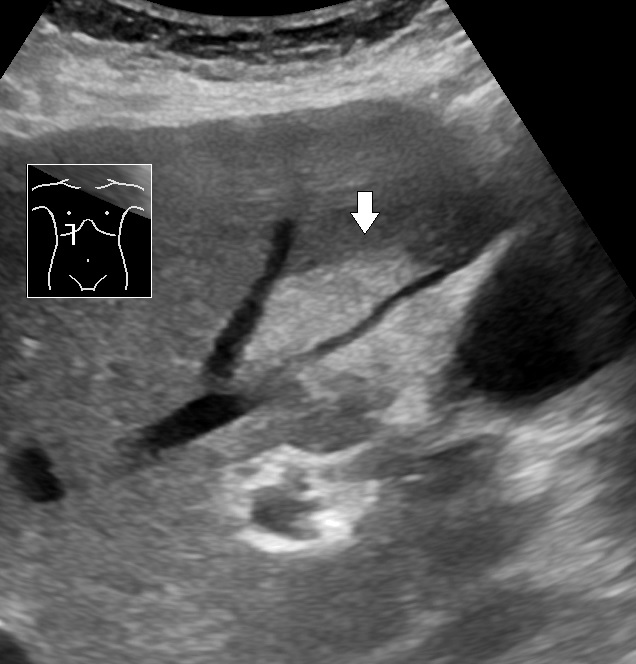
УЗД черевної порожнини вогнищевого стеатозу. Від пухлини його відрізняє відсутність здавлення печінкової вени.

## Захворюваність
У дослідженні Брістольського університету «Діти 90-х років» за допомогою ультразвукового сканування у віці 18 років у 2,5% із 4000 людей, народжених у 1991 та 1992 роках, було виявлено неалкогольну жирову хворобу печінки. Через п’ять років транзиторна еластографія (фіброскан) виявила понад 20% жирових відкладень у печінці внаслідок стеатозу, що вказує на неалкогольну жирову хворобу печінки; половина з них були класифіковані як важкі. Сканування також виявило, що 2,4% мали фіброзні рубці печінки, які можуть призвести до цирозу. 

## Дивіться також
- Жирова хвороба печінки
- Ліпідний обмін
- Неалкогольна жирова хвороба печінки
- Вісцеральний жир